# Hagermarsch
Hagermarsch egy község Németországban, az Aurichi járásban. Lakosainak száma 404 fő (2023. december 31.).

## Népessége
| Lakosok száma | 419  | 428  | 415  | 397  | 410  | 404  |
|               | 2016 | 2017 | 2019 | 2021 | 2022 | 2023 |